# Late Night Tales: Jon Hopkins
Late Night Tales: Jon Hopkins es un álbum de mezclas compilado por el compositor-productor inglés Jon Hopkins. Fue publicado el 27 de febrero de 2015 como parte de la serie de álbumes recopilatorios Late Night Tales, incluye participaciones de Nils Frahm, Four Tet, Bibio, entre otros.

## Concepto
Luego de cosechar reconocimiento popular por su álbum Immunity, fue ofrecido una oportunidad de incluir sus canciones favoritas para un álbum recopilatorio. Sobre la selección, nota que hubo un proceso exhaustivo de mezcla y añadir piezas instrumentales nuevas, esto fue para “poner atención a las transiciones y la narrativa general al elegir las canciones”. Uno de los aspectos que más le preocupaba, era la posibilidad de licenciar todas las canciones pensadas para la compilación, comentando que el álbum no fue armado desde el punto de vista de un DJ, similar a su EP Asleep Versions.

## Lista de canciones
| N.º | Título                                     | Intérprete(s)                   | Duración |  |
| 1.  | «Sleepers Beat Theme»                      | Ben Lukas Boysen                | 4:37     |  |
| 2.  | «Hold Me Down»                             | Darkstar                        | 7:18     |  |
| 3.  | «Yr Love»                                  | Holy Other                      | 4:42     |  |
| 4.  | «Verbena Tea with Rebekah Raff»            | Teebs                           | 4:24     |  |
| 5.  | «More»                                     | Nils Frahm                      | 8:56     |  |
| 6.  | «I Am Daylights»                           | Songs of Green Pheasant         | 3:05     |  |
| 7.  | «Daníell in the Sea»                       | Jónsi & Alex                    | 7:10     |  |
| 8.  | «Babe»                                     | Evenings                        | 2:25     |  |
| 9.  | «After Dawn»                               | Letherette                      | 4:31     |  |
| 10. | «I Remember» (cover de Yeasayer)           | Jon Hopkins                     | 4:21     |  |
| 11. | «Hey Maggy»                                | David Holmes                    | 4:59     |  |
| 12. | «Lady Divine»                              | Alela Diane                     | 5:12     |  |
| 13. | «Gillie Amma I Love You»                   | Four Tet                        | 5:12     |  |
| 14. | «Connjur»                                  | School of Seven Bells           | 4:37     |  |
| 15. | «And It's Alright (Nils Frahm Remix)»      | Peter Broderick                 | 4:34     |  |
| 16. | «Before Tigers (Gold Panda Remix)»         | Health                          | 5:23     |  |
| 17. | «Missing Photos»                           | Last Days                       | 2:02     |  |
| 18. | «Down to the Sound»                        | Bibio                           | 2:35     |  |
| 19. | «Requiem For The Static King 1»            | A Winged Victory For The Sullen | 2:46     |  |
| 20. | «Emancipation»                             | Helios                          | 2:34     |  |
| 21. | «I Remember (Exclusive Spoken Word Piece)» | Rick Holland                    | 3:28     |  |

## Posicionamiento en listas
| Listas (2015)                | Mejor posición |
| ---------------------------- | -------------- |
| Países Bajos (Album Top 100) | 19             |